# Anne Beaumanoir

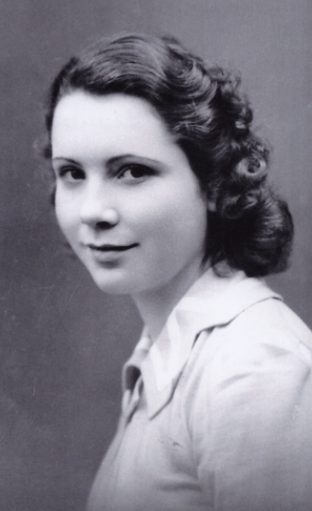
Anne Beaumanoir ca. 1940

Anne Beaumanoir (* 30. Oktober 1923 in Saint-Cast-le-Guildo, Bretagne; † 4. März 2022 in Quimper) war eine französische Neurologin, Judenretterin und Kämpferin der Résistance. Sie engagierte sich bis zuletzt mit Vorträgen auf Konferenzen, Seminaren und Bildungsveranstaltungen insbesondere in Schulen gegen Nationalismus, Rassismus und religiösen Fanatismus.
Beaumanoir erhielt gemeinsam mit ihren Eltern von Yad Vashem den Ehrentitel Gerechte unter den Völkern für ihre Unterstützung von Juden in der Bretagne während des Zweiten Weltkriegs. Sie war während des Zweiten Weltkriegs eine militante Kommunistin und Teil der französischen Widerstandsbewegung. 1959 wurde sie zu 10 Jahren Gefängnis verurteilt, da sie im Algerienkrieg die Nationale Befreiungsfront unterstützte.

## Leben

### Kindheit, Studium
Anne Beaumanoir wuchs in bescheidenen Verhältnissen in der Bretagne auf. Ihre Eltern, Jean und Marthe Beaumanoir, waren Gastwirte. Sie waren freiheitlich gesinnt. In der Jugendherbergsbewegung (seit 1936) bekam Anne Kontakt zu Trotzkisten und begeisterte sich für den Abenteurer und Schriftsteller André Malraux. Nach dem Spanischen Bürgerkrieg engagierte sie sich mit ihrer Mutter in einem Solidaritätskomitee zur Unterstützung der vor den Franco-Faschisten nach Frankreich fliehenden Spaniern. Während des Zweiten Weltkriegs studierte Beaumanoir Medizin und unterstützte die Résistance, den Widerstand gegen die deutsche Besatzung.

### Zweiter Weltkrieg
1942 wurde sie Mitglied der Kommunistischen Partei Frankreichs und ging in den Untergrund. Dort begegnete sie ihrer großen Liebe, einem deutschen Juden. Die Partei verbot private Beziehungen und trennte die beiden, ihr Geliebter wurde gefangen und erschossen.
Im Juni 1944 informierten Freunde sie, dass am nächsten Tag im 13. Arrondissement von Paris Hausdurchsuchungen stattfinden würden. Sie baten, eine Frau namens Victoria zu warnen, die die jüdische Familie Lisopravski und eine Mutter mit Baby versteckt hielt. Obwohl sie wusste, dass die Kommunistische Partei solche unautorisierten Rettungsmissionen missbilligte, ging Beaumanoir zu der Wohnung der Frau und warnte sie und die Familie. Die zwei jüngsten Familienmitglieder, der 16-jährige Sohn Daniel Lisopravski und die 14-jährige Tochter Simone, beschlossen, mit Beaumanoir mitzugehen.
Sie brachte die Kinder zu einem Versteck, wo sich mehrere Mitglieder des französischen Widerstandes aufhielten. Das Versteck wurde kurz darauf von der Gestapo entdeckt. Den beiden Kindern gelang es, gemeinsam mit dem Anführer der Gruppe über die Dächer zu fliehen. Beaumanoir war zu diesem Zeitpunkt nicht in Paris. Als sie zurückkehrte, holte sie die Kinder in deren vorübergehendem Versteck ab und brachte sie zu ihren eigenen Eltern in Dinan, wo sie von da an wohnten.
Ihr Vater Jean Beaumanoir wurde von der Polizei verhört, weil er unter dem (berechtigten) Verdacht stand, Mitglied des Widerstandes zu sein. Er wurde aus Mangel an Beweisen wieder freigelassen. Ihre Mutter Marthe Beaumanoir versteckte die zwei Kinder für zwei Wochen an verschiedenen Orten; danach wohnten sie ein Jahr lang im Haus von Beaumanoirs Eltern. Sie überlebten die Kriegszeit und hatten auch danach Kontakt mit Beaumanoir und ihren Eltern.

### Nach 1945
Anne Beaumanoir nahm ihr Medizinstudium in Marseille wieder auf. Sie wurde schließlich Professorin für Neurologie und heiratete den Arzt Jo Roger, mit dem sie drei Kinder hatte. Sie kehrte später nach Paris zurück und ging in die medizinische Forschung. Als Annette Roger wurde die Wissenschaftlerin bekannt. Auf Grund abweichender Positionen verließ das Paar 1955 die Kommunistische Partei. In Marseille lernte Anne Arbeiterpriester und deren soziale Arbeit unter den dort lebenden Algeriern kennen. Mitte der 50er Jahre drohte der Algerienkrieg die Kolonialmacht Frankreich zu spalten. Anne ergriff Partei für die algerische Nationale Befreiungsfront und überzeugte auch ihren Mann. 1957 schlossen sich Anne und Jo dem Netzwerk des Philosophen Francis Jeanson an, das die Algerier im Befreiungskampf aus der französischen Kolonialherrschaft unterstützte (im Gegensatz zur Kommunistischen Partei).
Anne Beaumanoir ergriff also erneut Partei gegen Unterdrückung und ging in die Illegalität, obwohl sie zwei Söhne hatte. Mit ihrem Mann Jo beteiligte sie sich am Geldsammeln für die algerischen Aufständischen; sie wurden verraten, aber nur Anne wurde im November 1959 verhaftet. Sie war schwanger mit ihrer Tochter. Das Gericht verurteilte sie zu einer Haftstrafe von zehn Jahren. Der Verurteilung entzog sie sich und flüchtete allein über Italien nach Tunesien. Mit ihrem Ehemann sprach sie ab, dass er mit den Kindern folgen würde, was er jedoch nicht tat. Sie ging im Anschluss eine Beziehung zu einem Algerier ein.
Durch den Kontakt mit Frantz Fanon in Tunis geriet sie in die Regierungsmannschaft von Ahmed Ben Bella, dem ersten algerischen Präsidenten 1962 nach der Befreiung. Tunis war der Sitz der Provisorischen Regierung bis zur Befreiung. Die Armee unter der Führung von Houari Boumedienne und Abd al-Aziz Bouteflika unterstützte anfangs die linksliberale Regierung. Anne Beaumanoir arbeitete am Aufbau eines fortschrittlichen Gesundheitswesens mit.
Nach Boumediennes Putsch 1965 entging Beaumanoir nur knapp der Verhaftung und floh wieder. Die Amnestie in Frankreich ließ auf sich warten, sodass sie ins Nachbarland Schweiz ging. In Genf leitete sie ab 1965 die Neurophysiologie einer Klinik bis zu ihrer Rente.
Beaumanoir starb im März 2022 im Alter von 98 Jahren.

## Rezeption
2018 drehten die Filmemacher Nina und Denis Robert den Dokumentarfilm Une vie d’Annette über Beaumanoirs Leben. Die deutsche Schriftstellerin Anne Weber veröffentlichte 2020 über Beaumanoir ein Versepos (Annette, ein Heldinnenepos), das mit dem Deutschen Buchpreis ausgezeichnet wurde.

## Autobiografie
- Wir wollten das Leben ändern
  - Band 1: Leben für Gerechtigkeit. Erinnerungen 1923 bis 1956. Edition Contra-Bass, Hamburg 2019, ISBN 978-3-943446-41-8.
  - Band 2: Kampf für Freiheit. Algerien 1954 bis 1965. Edition Contra-Bass, Hamburg 2020, ISBN 978-3-943446-46-3.